# Grijze struikgors
De grijze struikgors (Atlapetes canigenis) is een zangvogel uit de familie Passerellidae (Amerikaanse gorzen).

## Verspreiding en leefgebied
Deze soort komt voor in de Andes van zuidoostelijk Peru.